# Milton Railroad Station

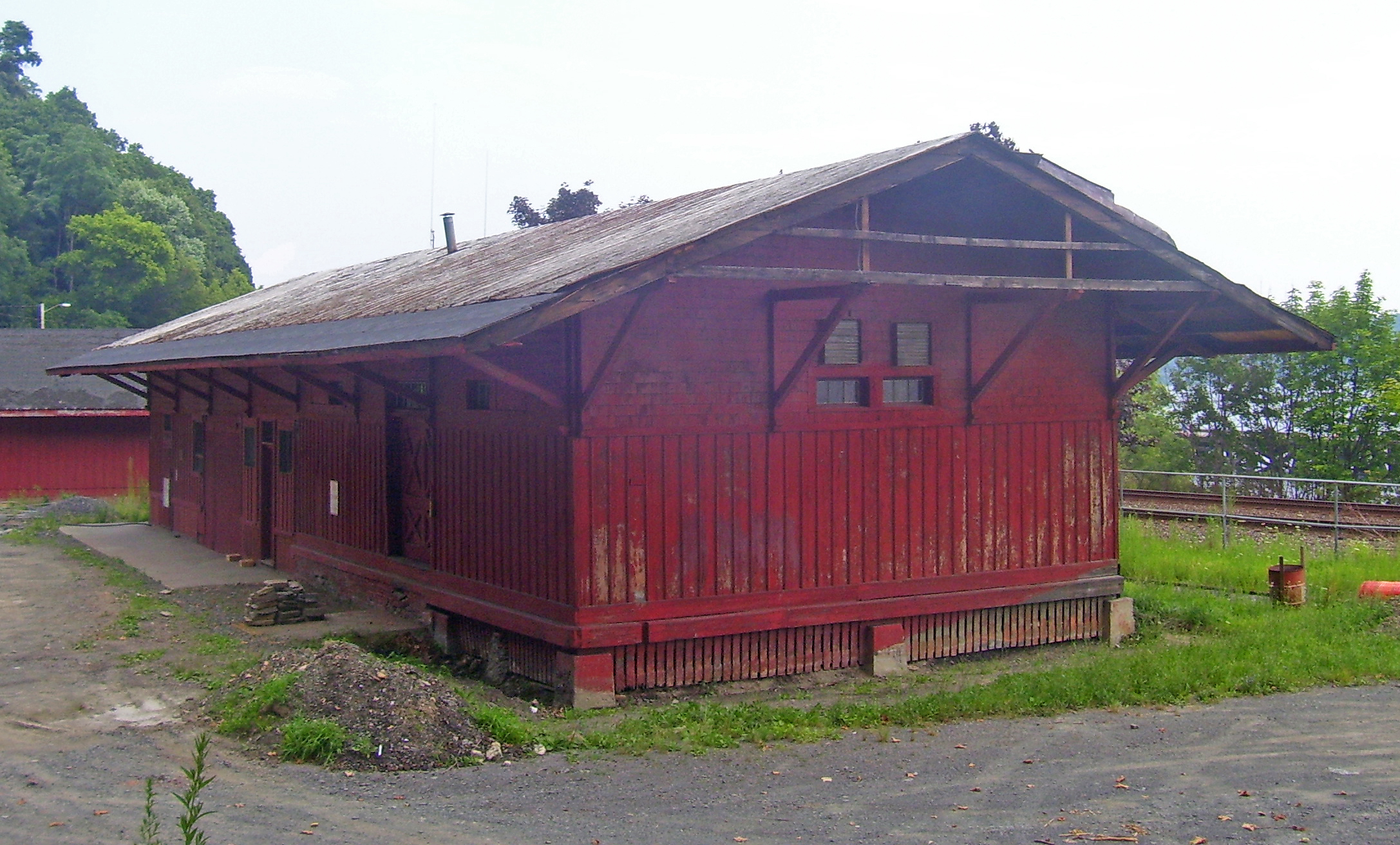
Ansicht des früheren Bahnhofs Miltons von Südwesten (2008).

Die Milton Railroad Station ist ein ehemaliges Bahnhofsgebäude an der Dock Road in Milton, New York am Hudson River. Es ist ein rechteckiges im späten 19. Jahrhundert für die West Shore Railroad erbautes Gebäude.
Der Bahnhof war 76 Jahre lang, bis Ende der 1950er Jahre in Betrieb und ist eines der wenigen noch bestehenden Bahnhofsgebäude am Westufer des Flusses. Es wurde am 28. August 2007 dem National Register of Historic Places (NRHP) hinzugefügt. Es diente als Raum für Weinproben und eine Bürgergruppe renoviert das Haus, um des als Bürgerzentrum zu nutzen.

## Beschreibung
Der Bahnhof befindet sich an der Stelle, an der die vom Zentrum des Ortes kommende Dock Road an den Fluss gelangt, inmitten eines kleinen ehemaligen Industriegebietes. Eine einbahnige Schotterstraße, die Old Indian Trail Road, führt südwärts. Ein kurzer überwachsener Gleisanschluss auf der Ostseite ist ein zugehöriger Bestandteil. Es ist nicht mehr mit den noch betriebenen Gleisen zwischen dem Bahnhof und dem Fluss verbunden.
Das Gebäude selbst ist ein einstöckiges in Holzständerbauweise erbautes, rechteckiges Gebäude mit den Maßen 9 × 25 m mit einem weiten Blechsatteldach und überhängenden Dachtraufen. Die in Nut und Federn ausgeführten Seitenwände sind rot gestrichen. Der älteste Teil des Gebäudes lagert auf einem Fundament aus Sandstein, das südliche Drittel des Bauwerks sitzt auf gemauerten Pfeilern.
Der größte Teil des Gebäudeinneren war für die Abwicklung des Personenverkehrs angelegt. Er besteht aus einem Wartesaal mit Kamin, Ticketschalter, zwei Toiletten und Fluren. Die Wände der für Fahrgäste bestimmten Räume sind vertäfelt; die Frachtabfertigungsräume sind weniger aufwändig gestaltet. Ein Teil der eisenbahntypischen Kommunikationseinrichtungen befindet sich noch in der Dachboden des Gebäudes.

## Geschichte
Der Standort des Bahnhofs wurde von den dortigen Indianern für den Verkehr genutzt, lange bevor im 17. Jahrhundert die ersten Kolonisten eintrafen. Die Dock Road folgt einer Schlucht mit Wasserlauf zum Fluss und ist eine der wenigen Stellen, wo der Zugang zu weiter vom Fluss entfernten Siedlungen einfach war. Als um 1710 die spätere Town of Marlborough besiedelt wurde, war diese Stelle die Grenze der ersten beiden Landstiftungen, und einige der ersten Häuser wurden in der Nähe errichtet. Ein Dock und die dazugehörigen Bauwerke entstanden gegen Ende des 18. Jahrhunderts.
Diese Häuseransammlung wuchs in der ersten Hälfte des 19. Jahrhunderts weiter. Die Siedlung wurde zu einem regelmäßig angelaufenen Hafen von Dampfschiffen und zum östlichen Ende des Farmer’s Turnpike, der bis zum Fuß der Shawangunk Ridge in Gardiner führte. Eine Schubkarren-Fabrik trug zu einem regelmäßigen Frachtvolumen bei. Als die West Shore Railroad begann, Grundstücke für den Versuch zu erwerben, mit der New-York-Central-Trasse auf dem anderen Flussufer zu konkurrieren, regte sich zunächst Widerstand. Diese Gerichtsverfahren wurden 1882 abgeschlossen, und der Bahnhof wurde durch die Architekten Wilson Brothers & Co. aus Philadelphia entworfen und gebaut und im Jahr darauf eröffnet.

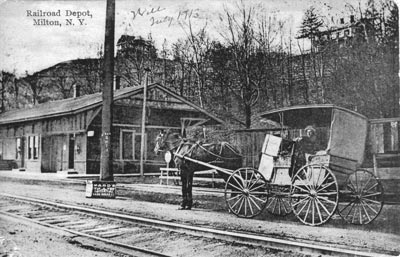
Der Bahnhof um 1913

Die West Shore Railroad schaffte es nicht, mit der vermögenden und mächtigen New York Central Railroad zu konkurrieren und wurde von dieser zwei Jahre später, 1885, nach dem Bankrott übernommen. Der neue Eigentümer erweiterte den Bahnhof um 1890 auf seine heutige Größe, um die Abwicklung von Frachtsendungen effizienter zu machen. Ein Jahrzehnt später baute die Eisenbahngesellschaft ein Heizungssystem ein und wertete das Innere des Gebäudes auf.
In den 1950er Jahren begannen der Flugverkehr und die Interstate Highways zur Konkurrenz für den Eisenbahnverkehr zu werden. Der letzte Personenzug hielt in Milton 1959, der Güterverkehr endete einige Jahre später. Eine örtliche Weinkellerei kaufte den Bahnhof und benutzte ihn für Weinproben. Sie bauten eine stählerne Treppe zum Keller ein und entfernten die Trennwände, welche das Büro des Bahnhofsvorstehers und die Ticketschalter vom Warteraum abgrenzte. Stattdessen wurde eine Theke zum Weinausschank eingebaut.
Das Unternehmen verkaufte das Gebäude 1998 an die Stadt. Eine Bürgergruppe, Friends of Milton Station, sammelte über 100.000 US-Dollar Spenden zur Renovierung des Gebäudes, um eine neue Nutzung als Bürgerzentrum zu ermöglichen. Die Stadt sucht weitere Geldgeber, um den Rest der benötigten Mittel aufzubringen.